# Eorl il Giovane
Eorl, meglio conosciuto come Eorl il Giovane, è un personaggio di Arda, l'universo immaginario fantasy creato dallo scrittore inglese J. R. R. Tolkien. Fu l'ultimo signore degli Uomini dell'Éothéod e il primo re di Rohan, dando inizio alla Casa di Eorl.

## Biografia
Eorl nacque nell'anno 2485 della Terza Era da Léod, signore dell'Éothéod, un luogo compreso tra l'Anduin, le Montagne Nebbiose e Bosco Atro. Il padre era un grande combattente e domatore di cavalli, ma morì nel 2501 cadendo da un puledro selvatico che nessuno era riuscito a domare; Eorl, allora solo sedicenne, andò quindi a caccia del cavallo e, quando lo trovò, pretese da lui la libertà come pagamento della perdita del padre. Il cavallo si fece quindi montare da Eorl, che lo chiamò Felaróf, "il Flagello". Quello stesso anno Eorl diventò il signore dell'Éothéod e venne chiamato "il Giovane" per la sua giovane età al tempo della sua ascesa al trono.
Nel 2510 il regno di Gondor si trovava in pericolo, poiché era attaccato dalla popolazione dei Balchoth che invase il Rhovanion; il sovrintendente Cirion chiamò allora in aiuto ai popoli della valle dell'Anduin. Un messaggero di Gondor arrivò da Eorl il 25 marzo e il giovane signore dell'Éothéod decise di partire in guerra. Eorl si mise dunque in marcia dal nord con un esercito di cavalieri al cui capo vi era Éomund, lasciando nell'Éothéod solamente un centinaio di guerrieri a proteggere la popolazione. Quando arrivò, l'esercito di Gondor era in grande difficoltà e solo l'aiuto dei cavalieri del Nord fece sì che sia i Balchoth sia le popolazioni di orchi, che nel frattempo erano dilagate nel regno, fossero sconfitte nella battaglia del Campo di Celebrant.
Nel mese di agosto, Cirion ed Eorl si ritrovarono sull'Amon Anwar, il colle dove si trovava la tomba di Elendil, e lì Cirion affidò a Eorl, come ricompensa per aver salvato Gondor, il Calenardhon; Eorl e Cirion allora giurarono eterna amicizia tra i due popoli e il signore dell'Éothéod venne incoronato Re del Calenardhon. Gli uomini dell'Éothéod migrarono quindi nel nuovo territorio e lo chiamarono Mark dei Cavalieri (Riddermark), mentre a Gondor il nuovo reame fu chiamato Rohan. Eorl il Giovane fu il primo Re del Mark e pose la propria dimora nella neonata città di Aldburg, ai piedi dei Monti Bianchi. Eorl morì combattendo nell'anno 2545 in un assalto degli Esterling; fu seppellito insieme al proprio cavallo Felaróf e gli fu eretto il primo tumulo. Gli succedette il figlio Brego.